# Provincia de Satun
Satun (en tailandés: จังหวัดสตูล) es una de las setenta y seis provincias que conforman la organización territorial del Reino de Tailandia.

## Geografía
La provincia se encuentra en la península de Malaca, en la orilla del mar de Andaman. Está separada de la provincia de Songkhla por la cordillera de Nakhon Si Thammarat de montaña, y de Malasia por las montañas Sankalakhiri.
Los parques nacionales marinos Tarutao y Ko Ko Phetra son parte de la provincia. Cerca de la frontera con Malasia esta el Parque nacional de Thale Ban, una gran zona de pantanos de agua dulce.

## Divisiones Administrativas

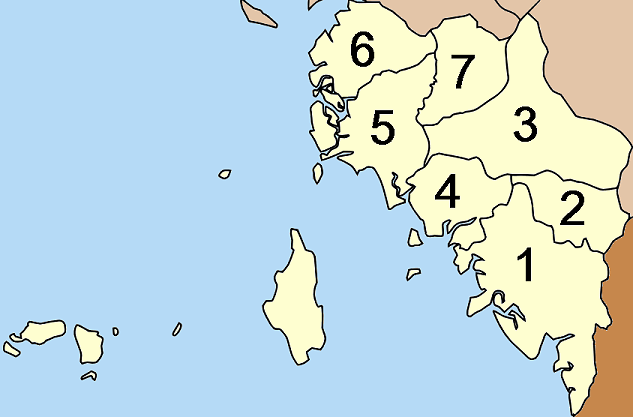
Distritos de la provincia.

Esta provincia tailandesa se encuentra subdividida en una cantidad de distritos (amphoe) que aparecen numerados a continuación:
- 1. Mueang Satun
- 2. Khuan Don
- 3. Khuan Kalong
- 4. Tha Phae
- 5. La-ngu
- 6. Thung Wa
- 7. Manang

## Demografía
La provincia abarca una extensión de territorio que ocupa una superficie de unos 2.479 kilómetros cuadrados, y posee una población de 247.875 personas (según las cifras del censo realizado en el año 2000), por lo que la densidad poblacional de esta división administrativa es, aproximadamente, de cien habitantes por kilómetro cuadrado.